# Saitama
Saitama (さいたま市; Saitama-ši) je hlavní město prefektury Saitama na ostrově Honšú v Japonsku. Vzniklo spojením měst Urawa, Ómija a Jono v roce 2001. V roce 2005 se spojilo s městem Iwacuki. Od roku 2003 je „městem z titulu vládního nařízení“. Mnoho z jeho obyvatel dojíždí za prací do Tokia.
Saitama je jedním z mála japonských měst, jehož název se nezapisuje pomocí kandži, ale pouze hiraganou.

## Obyvatelstvo
K 1. lednu 2016 byl odhadovaný počet obyvatel města 1 275 331 a hustota osídlení 5 459 obyvatel na km². Celková rozloha města je 217,49 km².

## Městské čtvrti
Saitama je rozdělená na 10 čtvrtí (ku):
- Čúó-ku (中央区)
- Iwacuki-ku (岩槻区)
- Kita-ku (北区)
- Midori-ku (緑区)
- Minami-ku (南区)
- Minuma-ku (見沼区)
- Niši-ku (西区)
- Ómija-ku (大宮区)
- Sakura-ku (桜区)
- Urawa-ku (浦和区)

## Rodáci
- Nozomi Jamagoová (* 1975) – fotbalistka
- Sakiko Ikedaová (* 1992) – fotbalistka

## Partnerská města
- Balzers, Lichtenštejnsko (2000)
- Čeng-čou, Čínská lidová republika (1981)
- Hamilton, Nový Zéland (1984)
- Nanaimo, Kanada (1996)
- Pittsburgh, Pensylvánie, Spojené státy americké (1998)
- Richmond, Virginie, Spojené státy americké (1994)
- Toluca, Mexiko (1979)